# 美國第二十四航空隊
第二十四航空队（英語：Twenty-Forth Air Force）是美國空軍太空司令部下属的一个编号航空队，指揮部位于佛罗里达州的拉克兰空军基地。